# 이토엔
이토엔(伊藤園, 영어: ITO EN)은 일본의 음료 회사이다. 주로 차 및 청량음료를 제조 및 판매한다.

## 계열사
- 털리스 커피 재팬 - 커피숍 체인.
- 치치야스 - 우유와 유제품 제조 및 판매.
- 이토엔 산업 - 녹차·보리차·홍차·현미차의 제조 가공. 찻잎 음료 사업의 물류 업무.
- 이토엔 간사이 차업 - 녹차·보리차의 제조 가공.
- 오키나와 이토엔 - 오키나와 지구에서의 상품 판매 회사. 오키나와 현내만 발매의 독자 상품도 많이 다룬다.
- 이토엔 푸드 서비스 - 편의점용 PB 상품의 판매.
- 이토엔·이토추 미네랄 워터스 - 에비앙 수입 판매를 목적으로 설립. 이토추 상사와의 합작 회사.
- 네오스 - 자동판매기 사업.
- 쓰치쿠라 - 일본차 및 건조물의 제조 및 판매.